# Никополис ад Иструм
Никополис ад Иструм (на старогръцки: Νικόπολις ἡ πρὸς Ἴστρον, на латински: Nicopolis ad Istrum, Nicopolis ad Iatrum, „Град на победата при Истер (Дунав)“) е античен римски град в днешна Централна Северна България. Национален историко-археологически резерват, който попада на трасето за доизграждане на автомагистрала „Хемус“ (етапи 2 и 3) в участъци 4, 5 и 6, от км 184+300 до км 227+000. 
Останките му са разположени на 18 km северно от Велико Търново, по пътя за Русе и 3 km югоизточно от Никюп. Руините му са достъпни за посещение от ранна пролет до късна есен. Античният град се намира на левия бряг на река Росица веднага вляво след моста на пътя Велико Търново – Русе. Никополис ад Иструм се проучва от археолозите още от 1900 г. Основан е през 102 г. от император Траян в чест на римската победа над даките. Градът е разположен в централната Дунавска равнина. В топографско отношение се състои от две части. По-голяма е северната укрепена част, а югоизточната укрепена част е значително по-малка. Общата площ е 21,55 ха. Никополис ад Иструм и околността представлявали най-вече занаятчийски, животновъден и земеделски район, в който имало множество богати села (vici), имения (villae), имения (saltus) и тържища (emporia). Градът се е намирал на важния провинциален път от Одесос – Марцианопол – за Мелта и вероятно към Монтана.

## Градска уредба, етнически състав, бит и религия
Никополис ад Иструм бил организиран по подобие на останалите градове в провинция Тракия, както и на градовете от Мала Азия. Официален език бил гръцкият. Начело на градското управление стоял съветът на архонтите. В града действали два важни органа – Градският съвет (буле) и Народното събрание (демос). Специална колегия от жреци се грижела за поддържане на култа към управляващия римски император и към главните езически божества: Зевс, Хера, Атина, Херакъл, Асклепий, Митра, Кибела и др. В Никополис ад Иструм действала и герузия.
Може да се каже, че Никополис ад Иструм е родното място на германската литературна традиция. През IV век епископът от племето на готите, мисионерът и преводач Вулфила получава разрешение от император Констанций II да имигрира със своя група от новопокръстени от Мизия и да се засели до Никополис ад Иструм през 347―348 г. Именно там той създава готската писменост и ръководи превода на Библията от гръцки език на готски, който е направен от група преводачи..
Етническият състав на населението бил пъстър. Многобройни са лицата с латински имена, но доста от тях са с тракийски произход. Значителен е броят на тези с гръцки произход. В района имало и заселени римски и тракийски ветерани. Населението от Черноморието и от вътрешността на провинция Тракия било разделено на фили. В Никополис ад Иструм са засвидетелствани следните фили: Apollonias, Athenias, Capitoline, Arthemisias. От намерените надписи разбираме и за някои от професиите, упражнявани в града и неговата територия: каменоделци, дърводелци, тепавичари, обущари, строител, един ветеринарен лекар, лице със съдийски пълномощия, диригент на императорския хор и т.н. Северно от крепостната стена на града, както и край Бяла черква, Павликени (Античен керамичен център край Павликени) и селата Бутово и Хотница са разкрити центрове за керамично производство, задоволяващи нуждите на населението и за експорт. Край Хотница действала и каменоломна, от която се добивал ценен материал за строителство. Градът е сякъл и свои собствени бронзови монети, върху които са изобразени божества, крепостни стени, обществени и религиозни сгради. За развлечение на населението тук са се провеждали гладиаторски борби и лов на диви животни.
Никополис ад Иструм бил епископско седалище. Градът е бил планиран по т. нар. Хиподамова система (улиците се пресичат под прав ъгъл и имат посоките на света). Днес може да се види как са изглеждали античните улици с настилка от огромни каменни блокове, тротоарите, централната улична канализация с ревизионни шахти в настилката и др. елементи на античното градоустройство. Разкрити са останките на одеона (малък театър за камерни спектакли); централният градски площад (агора) с останки от околовръстна колонада; сградите около площадното пространство; булевтериона (градски съвет); една улична латрина (тоалетна); части от голяма обществена баня (терми), две от портите на укрепителната система и др. части от архитектурата и градоустройството на Никополис ад Иструм. На 200 m западно от града са останките на водния резервоар-колектор.
Той е пълнен от специално изграден водопровод. Дължината му е 25 km, пресича долината на река Росица по висока 18 m и дълга 3000 m аркада. Началото му е при пещерата край Мусина. Конструктивният му капацитет е 16 000 l на денонощие. Водопроводният канал е минавал през село Дичин, като част от него е останал запазен. Запазени са и няколко антични кладенци на територията на самия град. Особено експресивна и богата е украсата на фризархитравите от йонийския ордер на агората, както и единствените разкрити в България колони със сърцевидно сечение. Интересно е, че освен с водопровод и канализация, крепостта е разполагала и с хипокауст, и дори е имало открита пътека, която се е отоплявала през зимата и около която вероятно е имало екзотични растения.
При проведените проучвания, възобновени през 2007 г., проучвателите намират и антична сребърна монета, тежаща около 30 g с образа на Траян. Датирана е в края на II в. сл. Хр. Освен това е разкрита и отдавна предполаганата хипокаустна система, недалеч от агората на града. Хипокаустът се намира зад сградата на „сената“. Състои се от глинени тръби с отвори в долния край. Върху тях са били наредени каменни плочи, оформящи подовото ниво на сградата.

## Укрепителна система
Никополис ад Иструм, а по-късно и разширението му били защитени с крепостни стени. Крепостната стена на града имала правоъгълна форма с порти на четирите основни стени. Западната порта се определя като главна. Тя има правоъгълен план, изградена от големи квадри в техника опус квадратум. Оформена е с две врати – външна – двукрила дървена, и вътрешна – спускаща се (катаракта).

## Градски площад (агора)
Комплексът на агората се състои от две свързани части – източна и западна. Източната включва площада под открито небе (area). Върху ареата имало варовикови постаменти за бронзови статуи, а от четирите си страни била заобиколена от колонада в йонийски стил. Зад колонадата в южната и източната част се намирали магазините. Нивото на комплекса на градския площад било по-високо от това на уличната мрежа, поради което там се ходело само пеша. В северозападната част на площада се намирала сграда, за която се предполага, че е изпълнявала функциите на градски съвет – булевтерион. В югозападната част е разположен малък театър (одеон), събиращ до 400 души. Той бил с правоъгълна форма, като зрителната зала била разделена на радиални сектори, а каменен парапет разделял зрителите от орхестрата и сцената. Пространството под зрителната зала било заето от 11 магазина.

## Сгради извън агората
Непосредствено до комплекса на агората се намира сграда, наречена термоперипатос. Постройка с такова наименование се среща за първи път в Римската империя. Тази сграда прилича на трикорабна базилика. Вероятно централната зала е служела за разходки, делови срещи и разговори на закрито. Проучена е и друга сграда на около 100 m северно от агората, тук най-вероятно става въпрос за палестра. До северната порта на града е обществената баня. На юг от града на река Росица е имало пристанище, непроучвано. 

## Некрополи
Разнородният етнически и социален състав на жителите на Никополис ад Иструм е причина за многообразие в погребалните обреди. Покойниците са били кремирани, полагани в „плоски“ гробове или в саркофаг. Фамилните гробници на заможни граждани са били богато украсявани с колонади, екседри, фронтони и статуи. Върху някои от надгробните съоръжения са били издигнати могили.
В Никополис Ад Иструм е намерена и статуя на Асклепий. Общо в света има 5 скулптури на лечителя. Преди повече от 20 години иманяри я изнасят от града и се опитват да я продадат, но са хванати по време на извършване на сделката и скулптурата е изложена в Историческия музей във Велико Търново.

## Орнитоархеологично проучване
Въз основа на събраните костни останки в рамките на Българо-британската археологическа експедиция „Никополис ад Иструм 86 – 89“ от палеоорнитолога проф. Златозар Боев са установени 55 вида птици, сред които и такива, които днес са изчезнали от българската природа – брадат лешояд (Gypaetus barbatus), голяма дропла (Otis tarda), стрепет (Tetrax tetrax), както и птици, които отдавна не се срещат в района или неговите околности – сокерица (Nucifraga caryocatactes), жълтоклюна гарга (Pyrrhocorax graculus), колхидски фазан (Phasianus colchicus) и бял ангъч (Tadorna tadorna). От домашните птици за първи път в България е установен индийски паун (Pavo cristatus f. domestica).

## Модернизиране на резервата
От декември 2012 г. стартира голям проект за ремонт и модернизиране на резервата. Договорът е за безвъзмездна финансова помощ 1 934 321,13 лв., а средствата са от Европейския съюз по Оперативна програма „Регионално развитие“, във връзка с подкрепата за паметниците на културата с национално и световно значение. Проектът включва: електрифициране на обекта, подмяна на ВиК инсталацията, изграждане на паркинг, ограда на района от 280 дка, посетителски алеи, санитарни помещения, информационни табели, поставяне на охранителни камери; изграждане на посетителски център и зала за експониране на по-ценните открити находки.